# Póvoa de Varzim
Póvoa de Varzim és un municipi portuguès, situat al districte de Porto, a la regió del Nord i a la subregió de Gran Porto. L'any 2007 tenia 66.470 habitants. Limita al nord amb Esposende, al nord-est amb Barcelos, a l'est amb Vila Nova de Famalicão i al sud amb Vila do Conde.

## Organització administrativa
- A Ver-o-Mar
- Aguçadoura
- Amorim
- Argivai
- Balasar
- Beiriz
- Estela
- Laundos
- Póvoa de Varzim
- Navais
- Rates
- Terroso

## Persones il·lustres

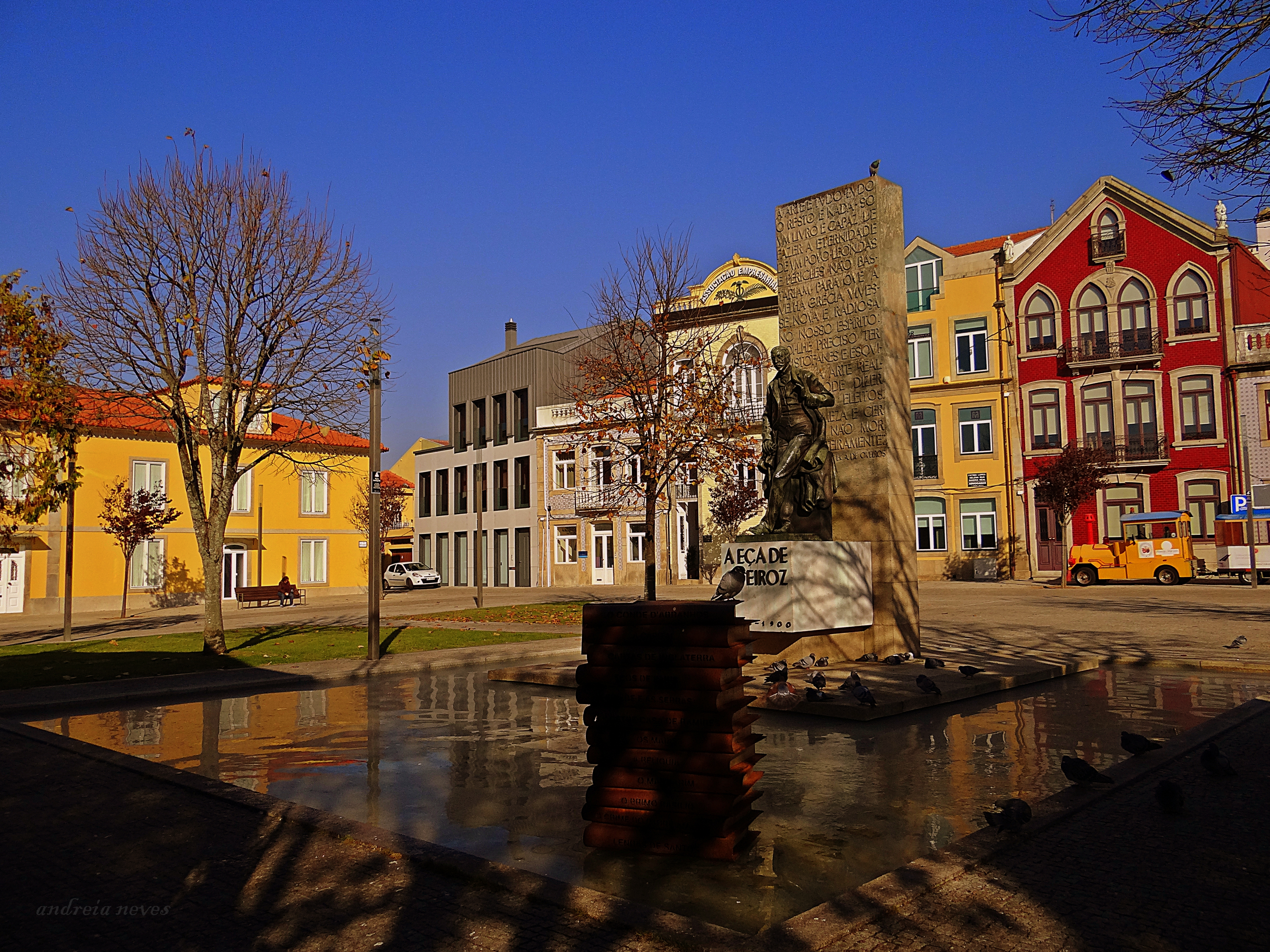
Eça de Queirós

- Eça de Queirós (1845 – 1900) escriptor realista.
- David Alves (1866 - 1924) polític.
- António dos Santos Graça (1882 - 1956) etnòleg.
- Monsenyor Lopes da Cruz (n. Terroso, 1899 - 1969) religiós.
- Beata Alexandrina Maria da Costa (n. Balasar, 1904 - 1955) beata catòlica.
- Diogo Freitas do Amaral (n. 1941) polític.
- Tavares Moreira (n. 1944) economista.